# 王承佐
王承佐（?—?），浙江省山陰縣人，清朝政治人物、進士出身。
光緒三十年，會試第204名；殿試登進士三甲第149名，后分發為知縣。